# Otfried Preußler
Otfried Preußler (às vezes grafado como Otfried Preussler) (Reichenberg, 20 de outubro de 1923 – Prien am Chiemsee, 18 de fevereiro de 2013) foi um escritor alemão de literatura infantil. Mais de 50 milhões de cópias de seus livros já foram vendidos em todo o mundo e foram traduzidos em 55 idiomas. Suas obras mais conhecidas são Der Rauber Hotzenplotz (O Ladrão Catrabum) e Krabat.
Preussler nasceu na então Reichenberg, Boêmia (hoje Liberec, República Checa). Seus pais eram professores. Depois de concluir a escola em 1942, em meio a II Guerra Mundial, ele foi convocado para o Exército alemão. Embora tenha sobrevivido a uma ação militar na Frente Oriental, foi levado como prisioneiro, aos 21 anos, como tenente em 1944. Ele passou os próximos cinco anos em vários campos de prisioneiros de guerra, na República Tártara.
Após sua libertação, em junho de 1949, ele encontrou seus parentes deslocados e sua noiva, Annelies Kind na cidade de Rosenheim, na Baviera. Eles se casaram no mesmo ano.
Entre 1953 e 1970, ele foi, inicialmente professor de escola primária e, em seguida, diretor de escola em Rosenheim. Lá seu talento como contador de histórias e ilustrador foram usados, e, muitas vezes, as histórias que ele contava as crianças mais tarde viriam a ser escritas e publicadas.
Ele ganhou o Deutscher Jugendliteraturpreis em 1972 com Krabat.